# Charles Henry Bellenden Ker
Charles Henry Bellenden Ker ( 1785 - 1871 ) fue un noble, botánico, jurista, y reformador legal inglés. Su padre fue el también botánico John Bellenden Ker Gawler

## Algunas publicaciones
- Sir Christopher Wren [by C.H.B. Ker.] Libr. of useful knowledge 24. 1828

- The question of registry or no registry considered, with reference to the interests of landholders 1830

- Shall we register our deeds? 1853[1]

## Honores

### Eponimia
Género
- (Rosaceae) Keria Spreng.[2]

Especies
- (Lauraceae) Ocotea keriana A.C.Sm.[3]

- (Rosaceae) Prunus kerii Steud.[4]
- La abreviatura «Ker» se emplea para indicar a Charles Henry Bellenden Ker como autoridad en la descripción y clasificación científica de los vegetales.[5]